# Euchalcia hissarica
Euchalcia hissarica là một loài bướm đêm trong họ Noctuidae.